# 송효순
송효순(宋孝淳, 1925년 ~ 2002년 3월 2일)은 대한민국의 군인 출신 정치인이다. 본관은 은진(恩津)이다. 육군 준장으로 예편하였으며 제9대 국회의원을 지냈다.

## 학력
- 경성제1고등보통학교 졸업
- 육군사관학교 2기 졸업
- 조선경비보병학교 졸업
- 육군대학 졸업
- 국방대학원 행정학 석사
- 서울대학교 경영대학원 경영학 석사

### 명예 박사 학위
- 타이완 중화학술원 명예 철학박사

## 약력
- 육군본부 헌병사령부 부사령관
- 육군본부 병비국 차장
- 육군 제30사단 참모장
- 육군 제2사단 부사단장
- 대한민국 재향군인회 사무총장
- 세계재향군인회연맹 제14차 총회 대한민국 수석대표
- 1973년 ~ 1979년 : 제9대 국회의원 (유신정우회)

## 역대 선거 결과
| 실시년도 | 선거 | 대수 | 직책     | 선거구           | 정당       | 득표수 | 득표율      | 순위 | 당락 | 비고       |
| -------- | ---- | ---- | -------- | ---------------- | ---------- | ------ | ----------- | ---- | ---- | ---------- |
| 1973년   | 총선 | 9대  | 국회의원 | 통일주체국민회의 | 유신정우회 |        | \| \| 0% \| | 지명 |      | 초선, 승계 |
|          | 0%   |      |          |                  |            |        |             |      |      |            |